# Тиосемикарбазид
Тиосемикарбазид (аминотиомочевина) — органическое соединение, амид гидразинотионкарбоновой кислоты с химической формулой CH5N3S. Горючий бесцветный кристаллический порошок, плохо растворимый в воде. Применяется в аналитической химии, гистохимии и фотографии.
Тиосемикарбазидами или аминотиомочевинами называются также различные производные тиосемикарбазида.
Синоним: гидразид тионкарбаминовой кислоты.

## Свойства
Горючие бесцветные кристаллы или белый кристаллический порошок. Молярная масса составляет 91,13 г/моль. Растворим в горячей воде, плохо растворим в этаноле и холодной воде, плавится при температуре 182—183 °C, при этом разлагаясь.

## Получение
Синтезируют из гидразингидрата путём взаимодействия с роданидом аммония, затем очищают перекристаллизацией.

## Применение
Используется как реактив для определения альдегидов, кетонов и сахаров, которые различают по температурам плавления образующихся тиосемикарбазонов, также меди и никеля. 
В химической промышленности используется как антиоксидант, препятствующий окрашиванию фенолов и ароматических аминов, также в фотографии для стабилизации проявляющих растворов.

## Безопасность
Токсичен, раздражает дыхательные пути и кожу, вызывая экзему. Попадание внутрь организма вызывает судороги.